# Scleronephthya lewinsohni
Scleronephthya lewinsohni är en korallart som beskrevs av Verseveldt och Benayahu 1978. Scleronephthya lewinsohni ingår i släktet Scleronephthya och familjen Nephtheidae.
Artens utbredningsområde är Röda havet. Inga underarter finns listade i Catalogue of Life.